# Luis Gabelo Conejo
Luis Gabelo Conejo (San Ramón, 1 januari 1960) is een voormalig  profvoetballer uit Costa Rica. Als doelman speelde hij voornamelijk clubvoetbal in zijn vaderland. Daarnaast kwam hij uit voor de Spaanse club Albacete Balompié.

## Interlandcarrière
Gabelo Conejo, bijgenaamd El Conejo de la Suerte, speelde in totaal 29 officiële interlands voor zijn vaderland Costa Rica. Hij maakte zijn debuut voor de nationale ploeg op 13 februari 1987 in de vriendschappelijke thuiswedstrijd tegen Zuid-Korea (2-1) in San José. Gabelo Conejo nam met zijn vaderland deel aan de WK-eindronde in 1990, waar hij indruk maakte en de tweede ronde bereikte ten koste van onder meer Zweden.